# ТС-3965
ТС-3965 — украинский малый высокопольный автобус, изначально созданный на базе грузовика ГАЗ-53. Автобус разработал Всесоюзный конструкторско-экспериментальный завод автобусостроения во Львове, в 1982 году. Однако в производство ТС-3965 пошел только четыре года спустя, на Запорожском экспериментальном заводе транспортных средств (ЗЭЗТС). Дизайн ТС-3965 весьма оригинален: передняя часть имеет небольшой полукапот, а задняя — напоминает ступенчатый багажник (по типу легкового кузова седан).

## История создания
В 1991 году, в связи с появлением новой модели базового шасси ГАЗ-3307, началось производство обновленной модификации — ТС-39651. Некоторое время обе модификации производили одновременно, но с 1993 года выпуск ТС-3965 на базе ГАЗ-53-12 был остановлен (из-за прекращения выпуска шасси ГАЗ-53).
Помимо этих двух массовых модификаций, завод также выпустил небольшое количество автобусов на дизельных шасси ГАЗ-4301 (1990 г.) и ГАЗ-3309 (середина 90-х годов).
ТС-39651 производили серийно примерно до 2000 года. Однако, после 1996 года ЗЭЗТС практически не имел заказов на эту модель, поэтому автобусы ТС-39651 выпускались лишь в единичных экземплярах.
За почти 15 лет производства было собрано примерно 2500 автобусов различных модификаций модели ТС-3965. Они поставлялись только в пределах УССР через объединение «Укрмежколхозстрой», поэтому её можно было встретить лишь на территории УССР, а затем — Украины. После распада СССР завод начал поставлять свои автобусы другим организациям, таким как дорожные и строительные управления, водоканалы, городские автопарки (например в Харьков) и даже частным лицам. Однако модель ТС-39651 ко второй половине 90-х годов потеряла конкурентоспособность из-за появления на рынке микроавтобусов ГАЗ-32213. Несмотря на то, что производство ТС-39651 прекратилось более двадцати четырёх лет назад, некоторые из них до сих пор можно увидеть в сельской местности Украины.

## Галерея

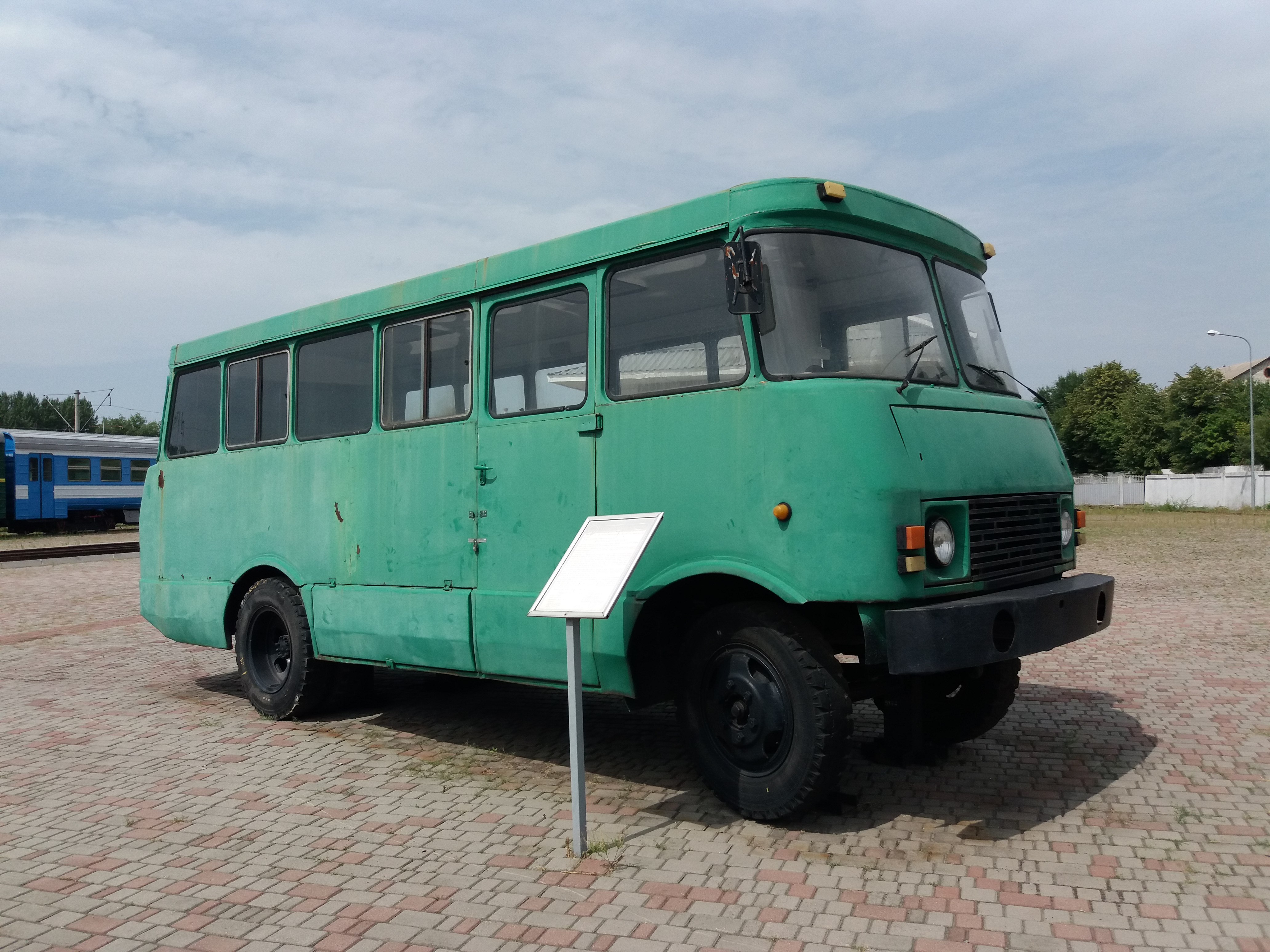
Автобус ТС-3965 в железнодорожном музее в Харькове
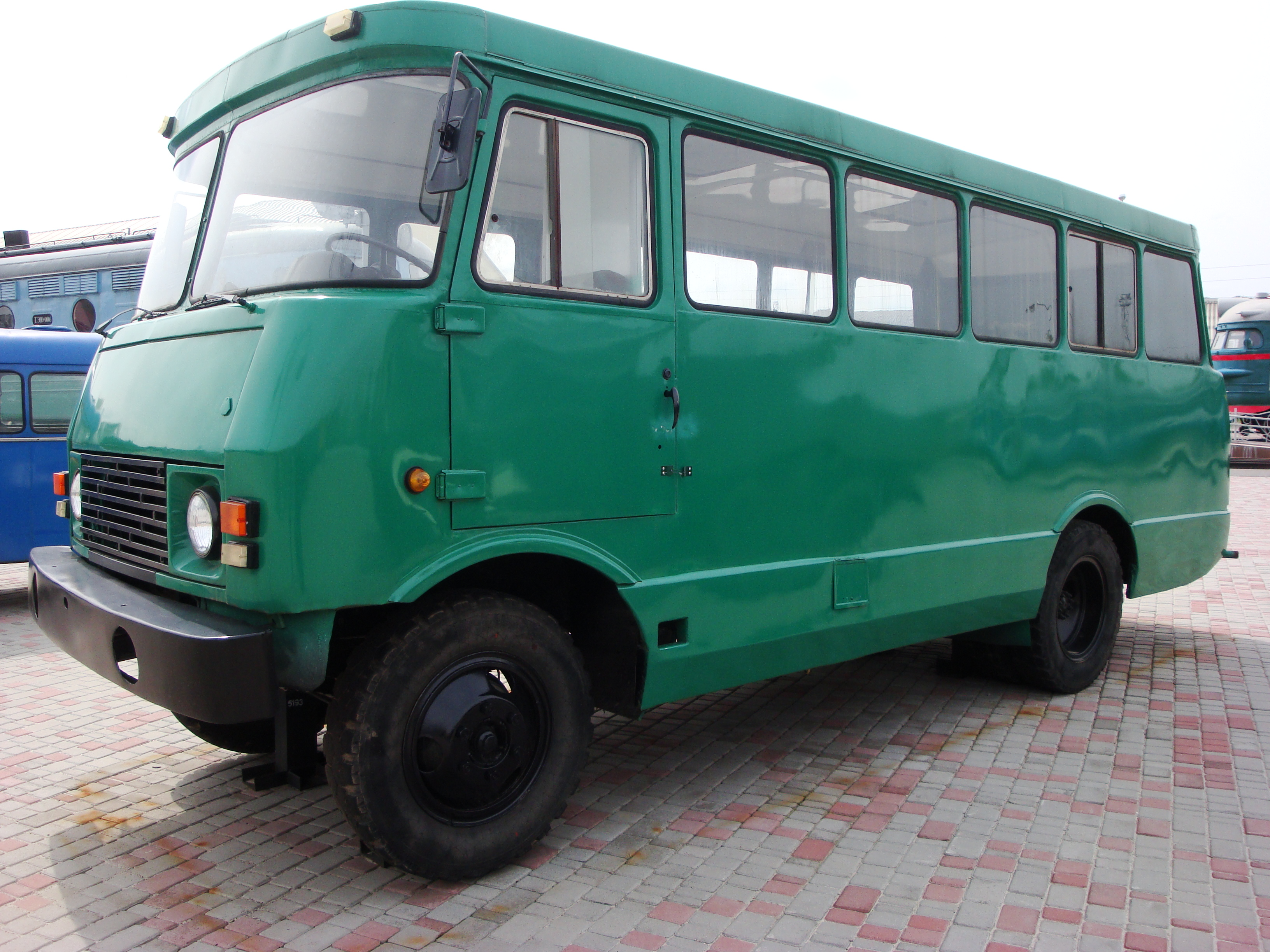
Автобус ТС-3965 в железнодорожном музее в Харькове
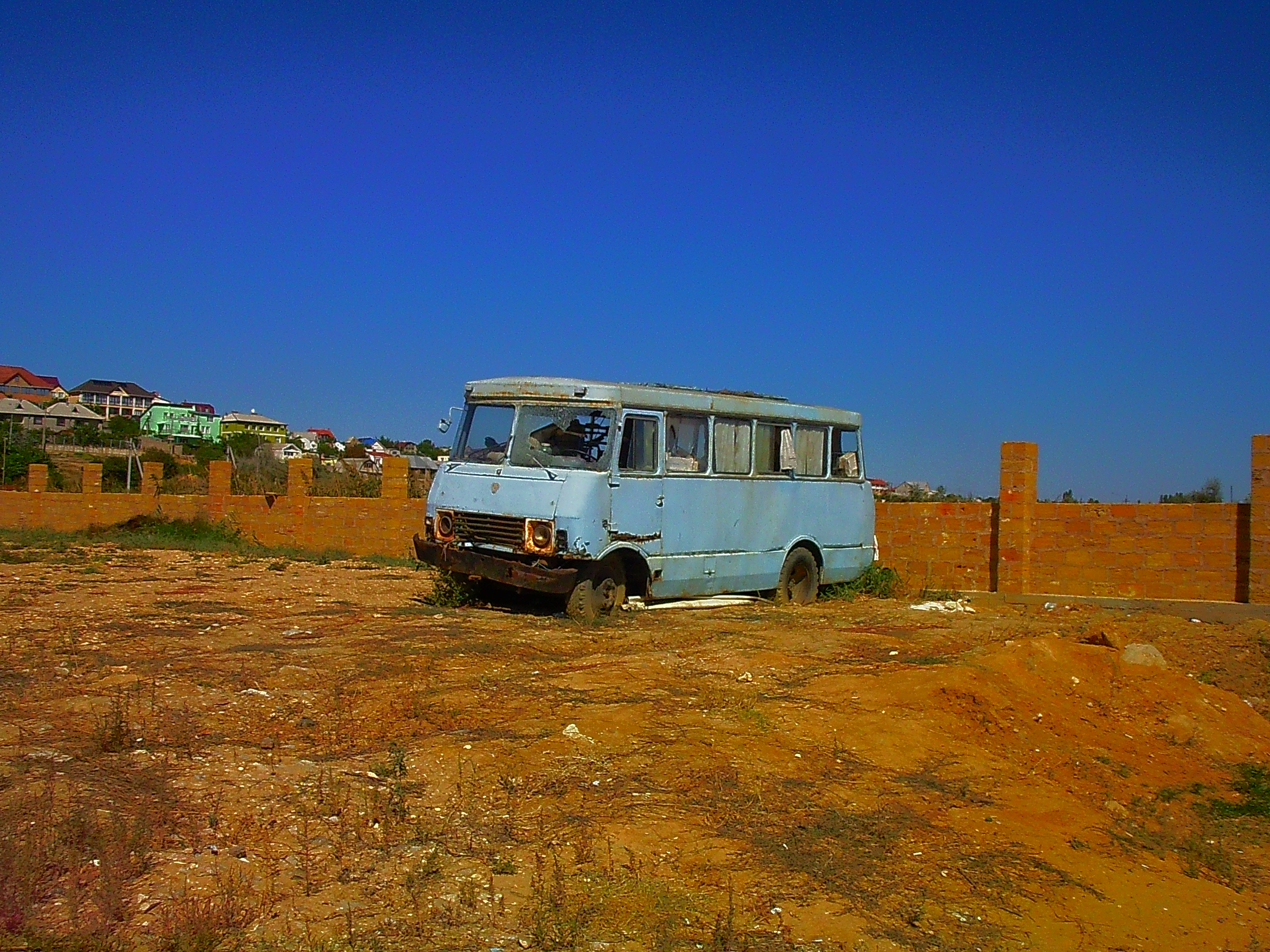
Автобус ТС-3965 в Севастополе
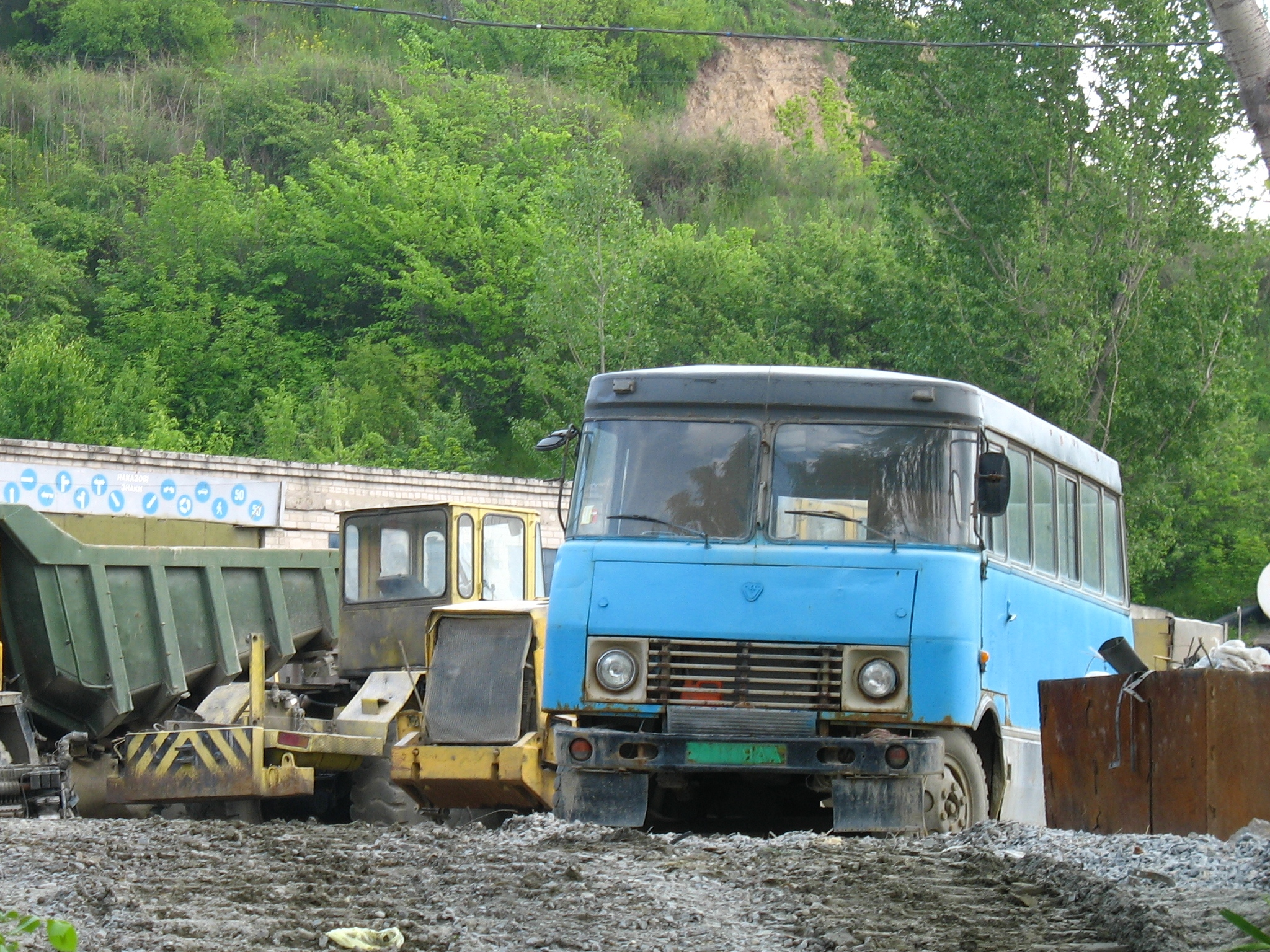
Автобус ТС-3965 в Днепропетровске (2008 год)

## Модификации[2]
- ТС-3965 на базе ГАЗ-53-12
- ТС-39651 на базе ГАЗ-3307
- ТС-3965(?) на базе ГАЗ-4301
- ТС-39653 на базе ГАЗ-3309

## В моделизме[3]
Из-за своей редкости и экзотического дизайна, ТС-3965 привлёк внимание нескольких производителей масштабных моделей: Vector-models, AVD Models и ModelPro. Все модели сделаны из смолы.

## В музеях
С 2014 года автобус ТС-3965 является экспонатом железнодорожного музея в Харькове. Правда, в экспозиции музея, автобус ошибочно подписан как АСЧ-03 «Чернигов».